# Riudaura (ort)
Riudaura är en ort i Spanien.   Den ligger i provinsen Província de Girona och regionen Katalonien, i den östra delen av landet, 500 km öster om huvudstaden Madrid. Riudaura ligger 565 meter över havet och antalet invånare är 403.
Terrängen runt Riudaura är huvudsakligen kuperad, men söderut är den bergig. Runt Riudaura är det ganska glesbefolkat, med 39 invånare per kvadratkilometer. Närmaste större samhälle är Olot, 6,7 km öster om Riudaura. I omgivningarna runt Riudaura växer i huvudsak blandskog.